# Victor Hugo Duarte de Lemos
Victor Hugo Duarte de Lemos (Lisboa, São José, 21 de junho de 1894 — Lisboa, Mercês, 10 de janeiro de 1959) foi um professor catedrático de Matemática da Universidade de Lisboa e ministro da Instrução Pública do 6.º governo da Ditadura Nacional que se seguiu ao golpe militar de 28 de Maio de 1926 em Portugal.

## Biografia
Filho de Viriato Ribeiro de Lemos, coronel do Exército Português e engenheiro civil, natural da ilha de São Jorge, e de sua mulher Maria Bárbara Guerra Antunes, natural de Lisboa, Victor Hugo Duarte era o terceiro de quatro filhos: João Pereira Martins de Lemos (1890-1960), oficial de engenharia, Vergílio César Antunes de Lemos (1893-1980) e Fernando Afonso da Guerra Senna de Lemos (1896-1978), coronel de engenharia.
Entrou para a Escola do Exército, onde fez o curso de artilharia a pé. Posteriormente fez o curso de engenheiro fabril na Faculdade de Ciências da Universidade de Lisboa, enquanto fazia também o curso de Matemática (PE).
Seguiu também uma carreira militar, tendo combatido na Primeira Guerra Mundial.
Casou-se em Lisboa em 6 de agosto de 1917 com Maria Helena Motta Pegado de Barahona e Costa (1895-1981), com quem teve três filhos: Humberto Luís (1919-2005), Pedro Nuno (1920-1923) e Maria Teresa (1921-2020); e seis netos, entre os quais o médico e escritor Pedro Barahona de Lemos.
Foi docente de Mecânica e de Astronomia na Escola do Exército, no Instituto Superior de Agronomia. Depois passou à Faculdade de Ciências da Universidade de Lisboa onde vem a ser nomeado professor catedrático de Matemática e, mais tarde, director.
Foi chefe do gabinete de Hélder Ribeiro, ministro da Instrução Pública em 1924, além de titular da mesma pasta, no governo de Artur Ivens Ferraz, entre 21 de dezembro de 1929 e 21 de janeiro de 1930.
Em 1925, concluiu o doutoramento em Ciências Matemáticas sobre cálculo tensorial na Faculdade de Ciências da Universidade de Lisboa.
Em 21 de dezembro de 1929 é nomeado ministro da Instrucção Pública, cargo que exerce brevemente até 21 de janeiro de 1930 durante o VI Governo da Ditadura Nacional.
Foi vice-presidente da primeira direcção da Sociedade Portuguesa de Matemática, constituída em 12 de dezembro de 1940.
Em 14 de abril de 1956 é nomeado reitor da Universidade de Lisboa, cargo que exerceu até morrer, cabendo-lhe a inauguração do novo campus da capital, albergando as Faculdades de Letras, Direito e Medicina.
Morreu em 10 de janeiro de 1959 em Lisboa aos 64 anos na sua casa na rua de São Marçal, n.º 9, 1.º andar.

## Obra publicada
- Notas e comentários ao Libro de Algebra en Arithmetica y Geometria.
- Cálculo Tensorial (1925), publicado pela Universidade de Lisboa.[5]
- Marcas de nivelamento da cidade de Lisboa (1941), publicado pelas Oficinas Gráficas da Câmara Municipal de Lisboa.[6]